# Alcaicería de Granada

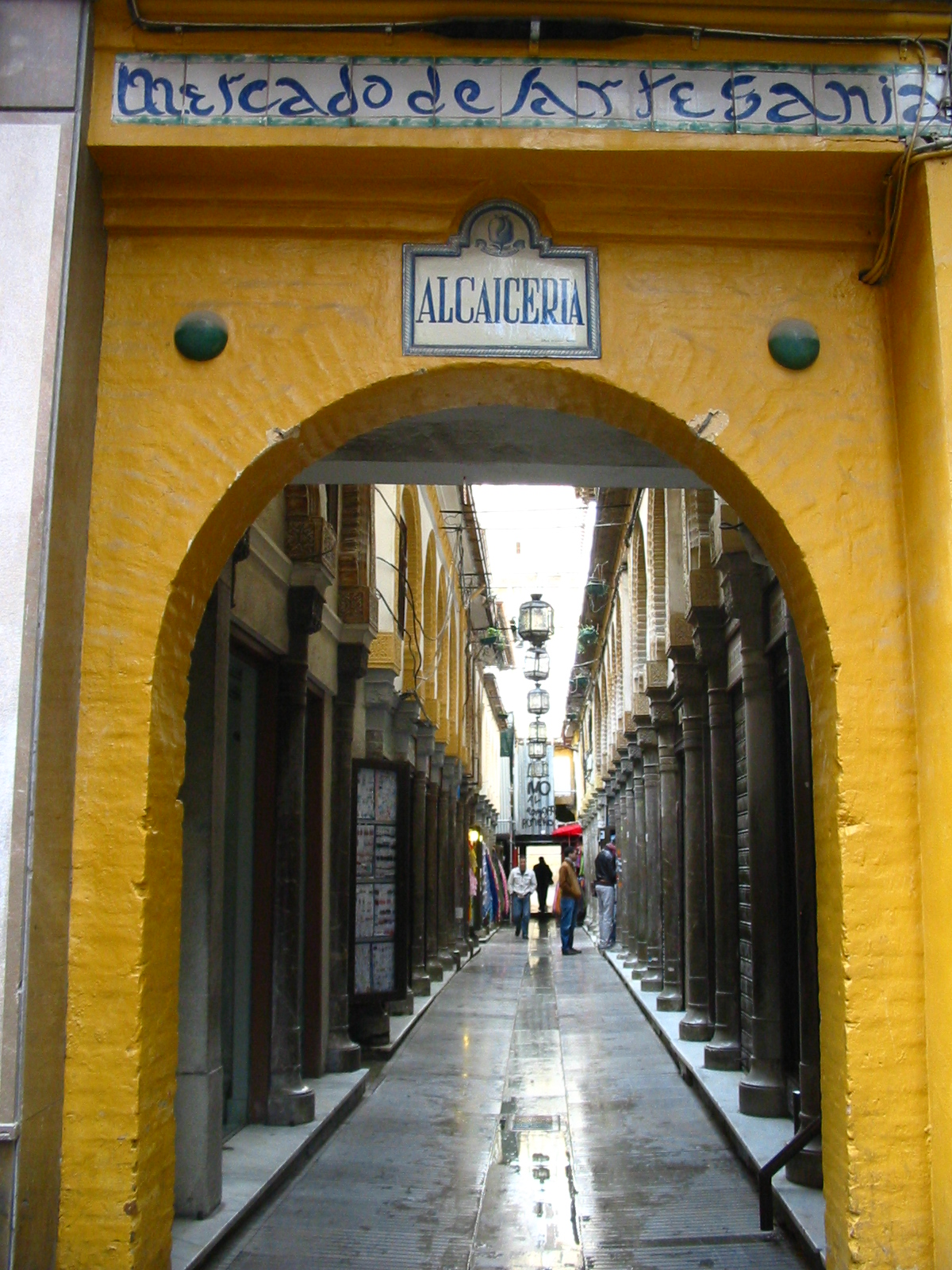
Entrada a la Alcaicería.

La Alcaicería de Granada es una alcaicería ubicada en las inmediaciones de la Catedral de Granada en Granada, España. En la actualidad, está dedicada a las tiendas de artesanía granadina, donde se venden la popular loza de Fajalauza, la incrustación de madera o taracea, y las farolas de cristal coloreado. También incluye comercios como librerías, joyerías y establecimientos hosteleros.

## Descripción

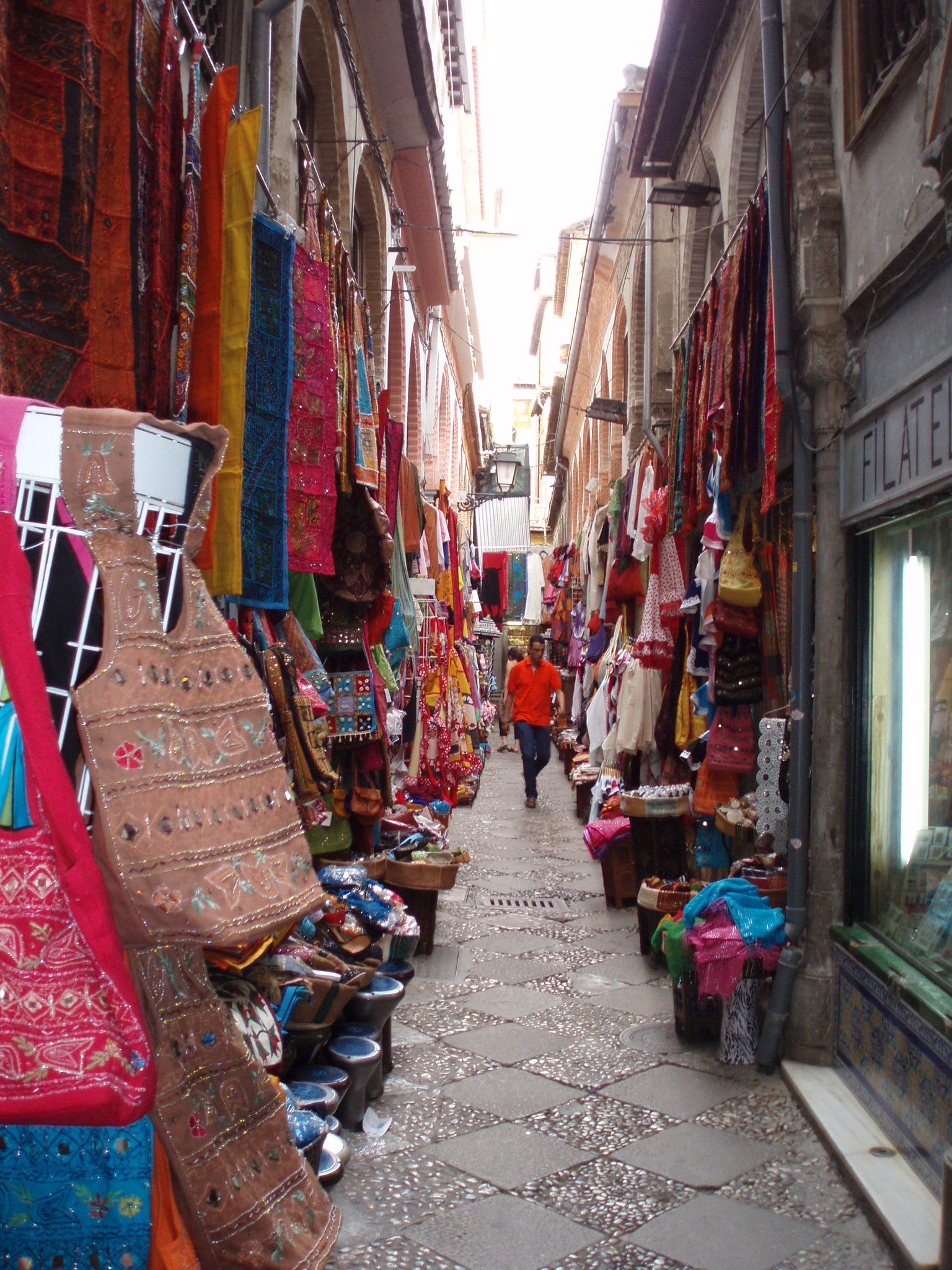
Calle Paños, en la alcaicería granadina.

La Alcaicería de Granada es un barrio típico de la cultura musulmana, formado por estrechas callejuelas en torno a las cuales se alineaban las casas y se ubicaba el zoco o el mercado donde se fabricaba y vendía la seda. El Gran Bazar de Granada se extendía desde Plaza Nueva hasta la Plaza Bib-Rambla, en el mismo núcleo de la medina islámica, cerca de la mezquita aljama. El origen del nombre árabe es latino. Cuando el Emperador Justiniano cedió a los árabes el derecho de vender la seda, éstos le expresaron su gratitud llamando a todos los bazares al-Kaysar-ia, o sea, "el lugar del César" En el bazar, además de las tiendas, se podían encontrar fondas para que los comerciantes se alojaran durante sus estancias. Estaba protegido a modo de ciudadela, mediante casa-muro: un cuadrilátero con frentes al Zacatín (Saqqâtîn o calle de los ropavejeros), Tinte (Darbalcata o calle de los tinteros), Oficios y Bibarrambla, provisto de nueve puertas que daban acceso al zoco, las cuales se cerraban durante toda la noche, impidiendo así el paso, y guardas vigilaban las calles interiores.
En la actualidad, además de punto de referencia turístico, se pueden encontrar infinidad de productos de artesanía árabe, recordando y trasladando al visitante a las calles de los bazares árabes donde regatear el precio es parte de la tradición, y siempre podrá obtenerse algún obsequio por parte de los comerciantes.

## Historia
Las primeras referencias que se tienen sobre la Alcaicería de Granada se encuentran en una carta del sultán nazarí Abu Nasr Saad en la que se realiza la venta de dos tiendas situadas en ese lugar.
Tras la conquista por los Reyes Católicos, pasó a denominarse Real Sitio y Fuerte de la Alcaicería de Granada, debido a que, al pertenecer al patrimonio regio, se puso bajo el gobierno de los Marqueses de Mondéjar, alcaides y capitanes generales de La Alhambra y del Reino de Granada. El gobernador de la Alcaicería era nombrado directamente por el gobernador de La Alhambra, pertenecía siempre a la nobleza y residía en el recinto comercial. Se encargaba de dirigir la vigilancia del recinto, del control de los horarios de apertura y cierre, y también del mantenimiento del lugar mediante inspecciones diarias. El conjunto estuvo vinculado a la Corona de Castilla desde 1492 hasta 1868.
En el siglo XVI tenía cerca de 200 tiendas, todas de pequeño tamaño con una única puerta abatible, pintada de ocre rojo, que servía también de persiana para proteger las mercancías de la lluvia y el sol. En aquella época destacaba ya el pavimento de mosaico con motivos románicos y árabes, número que se redujo a la mitad en las dos centurias siguientes (117 puestos en 1787), debido a la decadencia paulatina del arte de la seda. Para paliar sus efectos se abrieron otros negocios textiles (paños, lienzos, oro, lino), así como trabajos en cuero, zapatos, cacao, especias, etc. Se accedía al conjunto por 10 puertas (una más que en época islámica), de cuyos arcos pendían cadenas de hierro que lo identificaban como de privilegio real e impedían el paso de cabalgaduras, mientras que en su cara interna se ubicaban altares o tribunas con imágenes devocionales dedicadas a Nuestra Señora. Las calles, de empedrado granadino, eran angostas y producían una sensación laberíntica, más por su número que por trazado, pues se piensa que eran casi ortogonales. Muchas de ellas desaparecieron para levantar almacenes y huertos primero, y luego edificios de renta.
Se concentraban las tiendas en la parte occidental, más cercana a Bibarrambla, donde dominaba el carácter mercantil. La función administrativa estaba en la parte oriental, que presentaba algunas minúsculas placetas y edificios como oficinas para el comercio de la seda, para el almotalefe (inspector), fieles (exactitud del peso), gelices (custodia y venta en subasta), hafiz (custodia del sello) y zaguacador (pregonero); también, las aduanas de paños, lino, especiería, azúcar y seda. De todas ellas, la más importante era, lógicamente, la última, ubicada junto a la placeta de los Gelices y calle del Tinte. Repartidos por otros ámbitos de la Alcaicería estarían la casa del alcaide (habitada por este o su lugarteniente, el sotalcaide), el cuerpo de guardia y el cuarto de los perros, que eran soltados por la noche para la vigilancia del conjunto. 
También había lugar para espacios religiosos, aparte las reseñadas tribunas de las puertas y dos mezquitas suprimidas poco después de la conquista. Existió una ermita en la calle que lleva ese nombre, en el cruce con un pasaje lateral. Se trataba de la ermita del Santo Cristo del Rescate, erigida quizás a finales del siglo XVII y ampliada en 1743, para dar culto a un devocional crucifijo. A finales del siglo XVIII pasó a llamarse de Nuestra Señora, siendo de planta rectangular, con un tramo de nave y cupulilla con linterna.
El 20 de julio de 1843 un incendio declarado en una tienda de cerillas de la Calle Mesones lo destruyó por completo. Se reconstruyó con un estilo neoárabe y romántico, muy de moda en el siglo XIX, de la mano de los arquitectos Salvador Amador, Juan Pugnaire, Baltasar Romero y José Contreras. El trazado original fue modificado, alineando algunas calles así como ensanchando algunas de ellas y reduciendo el espacio de su ubicación. 
Los edificios tienen arcos de yeserías sobre columnas de capiteles cúbicos, celosías de madera, ventanas germinadas, cornisas con dibujo de lacería, aleros soportados por canes de madera tallada y, en general, abundante decoración árabe.